# Châtel-Guyon
Châtel-Guyon (tot 2007: Châtelguyon) is een gemeente in het Franse departement Puy-de-Dôme (regio Auvergne-Rhône-Alpes). De plaats maakt deel uit van het arrondissement Riom. Châtel-Guyon telde op 1 januari 2022 6.294 inwoners. De plaats is een kuuroord.

## Geschiedenis
De plaats is ontstaan aan de voet van de heuvel Colline du Calvaire, waar een burcht werd gebouwd. Deze werd beschadigd in de zestiende eeuw en in 1595 werd ze ontmanteld. Châtel-Guyon ligt aan de rand van de Limagne, een vruchtbare landbouwvlakte. In Châtel-Guyon waren er vooral wijngaarden.
Al in de zeventiende eeuw werd het plaatselijke bronwater bekend voor de hoge concentratie magnesium dat het bevat. De bronnen werden befaamd aan het einde van de achttiende eeuw en in 1817 besloot de gemeente om thermen te bouwen. Later werden deze thermen in concessie gegeven. Tijdens de belle époque was Châtel-Guyon als kuuroord bekend tot buiten de landsgrenzen. Aan het begin van de twintigste eeuw werden een casino, een theater en een nieuw thermengebouw (Grands Thermes) gebouwd. Er waren vier grote hotels. In 1912 werd het station Châtelguyon geopend. Zestig jaar later sloot het station nadat de spoorlijn Riom - Châtelguyon werd opgedoekt.

## Geografie
De oppervlakte van Châtel-Guyon bedroeg op 1 januari 2022 14,06 vierkante kilometer; de bevolkingsdichtheid was toen 447,7 inwoners per km². De Sardon stroomt door de gemeente.

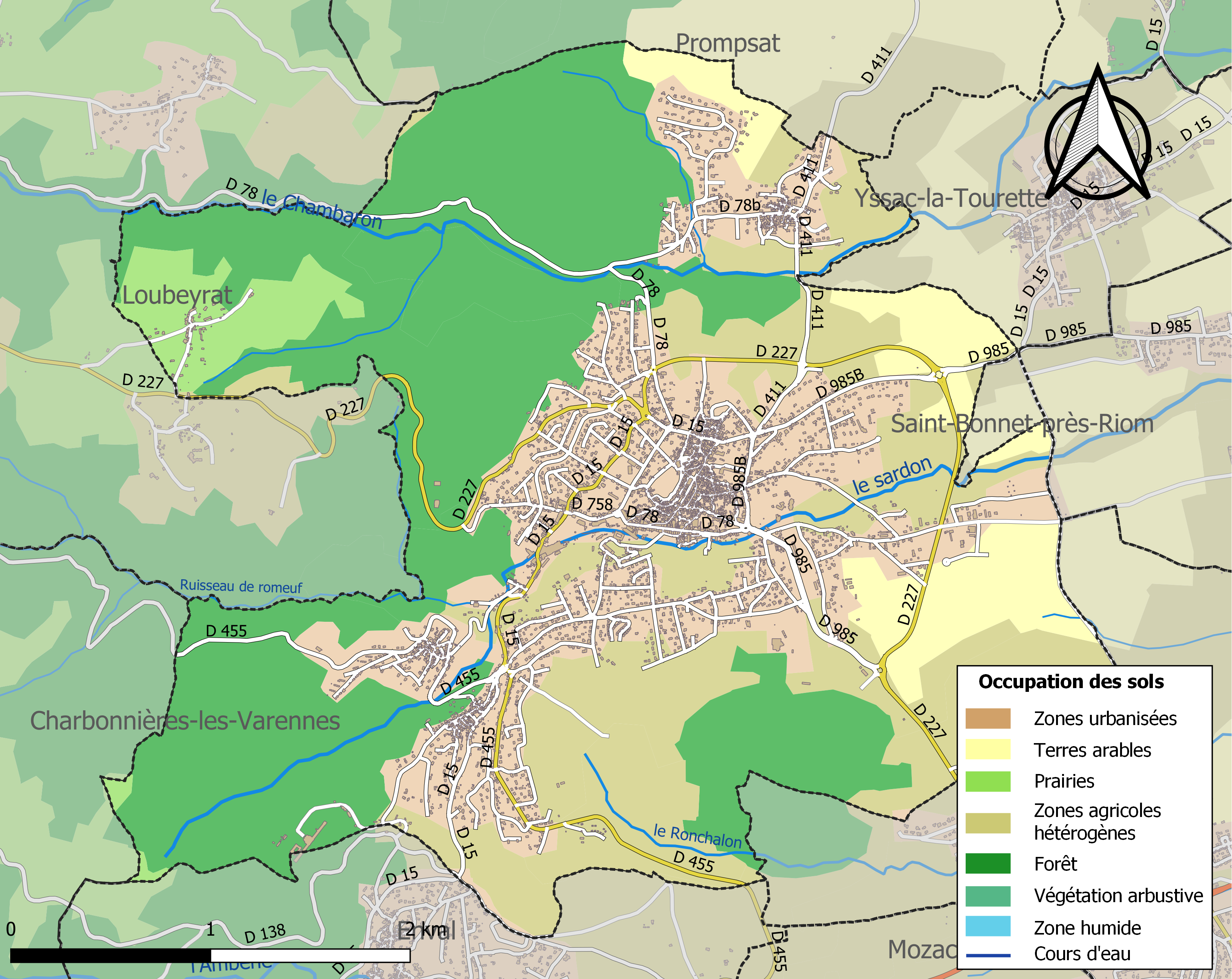
Kaart van de gemeente met belangrijkste infrastructuur, bodemgebruik en omliggende gemeenten

## Demografie
In 2005 telde de gemeente 6.121 inwoners. Onderstaande figuur toont het verloop van het inwonertal (bron: INSEE-tellingen).

## Sport
Châtel-Guyon was op 11 september 2020 startplaats van de dertiende etappe in de Ronde van Frankrijk naar de Puy Mary. Deze etappe werd gewonnen door de Colombiaan Daniel-Felipe Martínez.

## Bezienswaardigheden

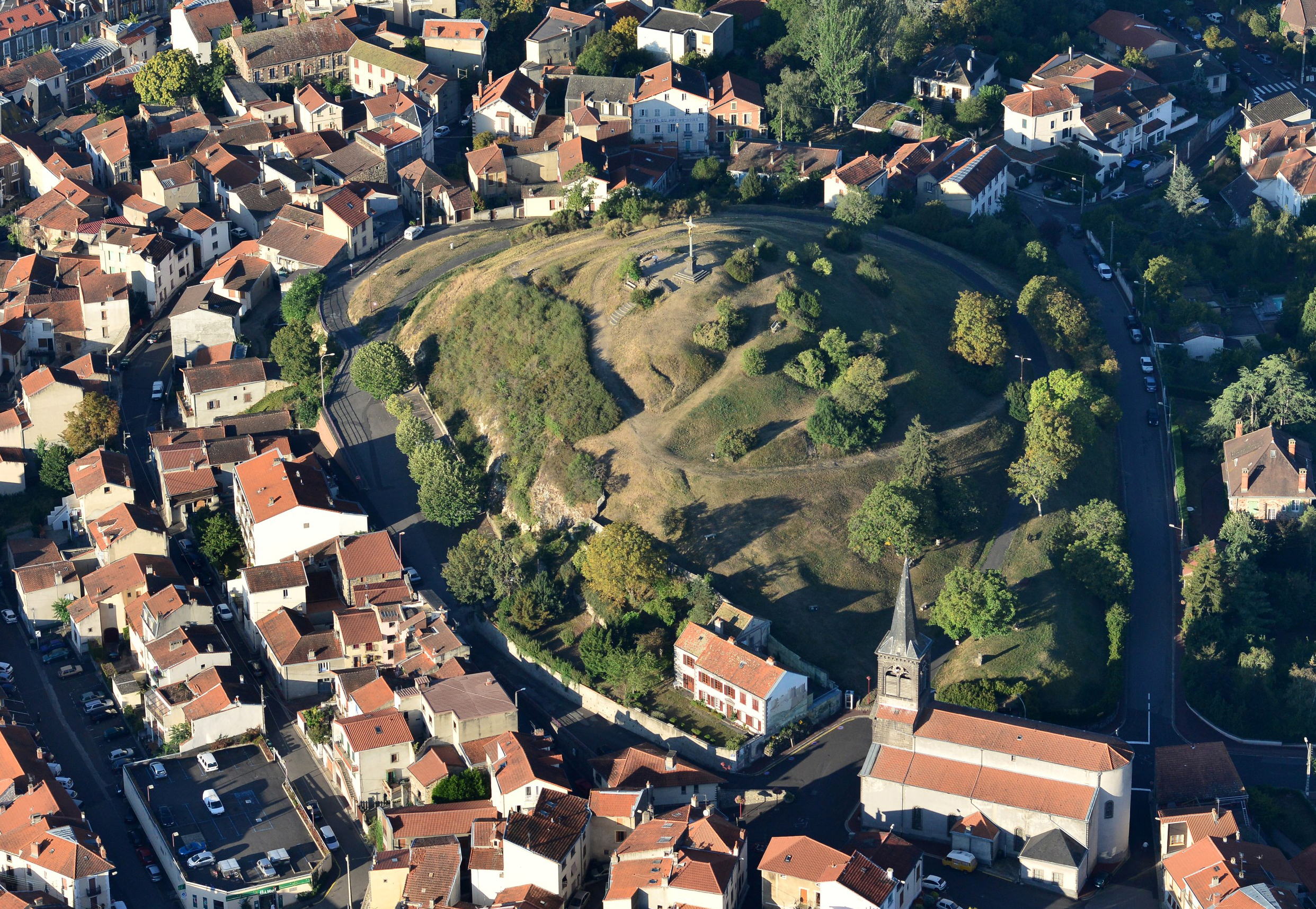
Colline du Calvaire
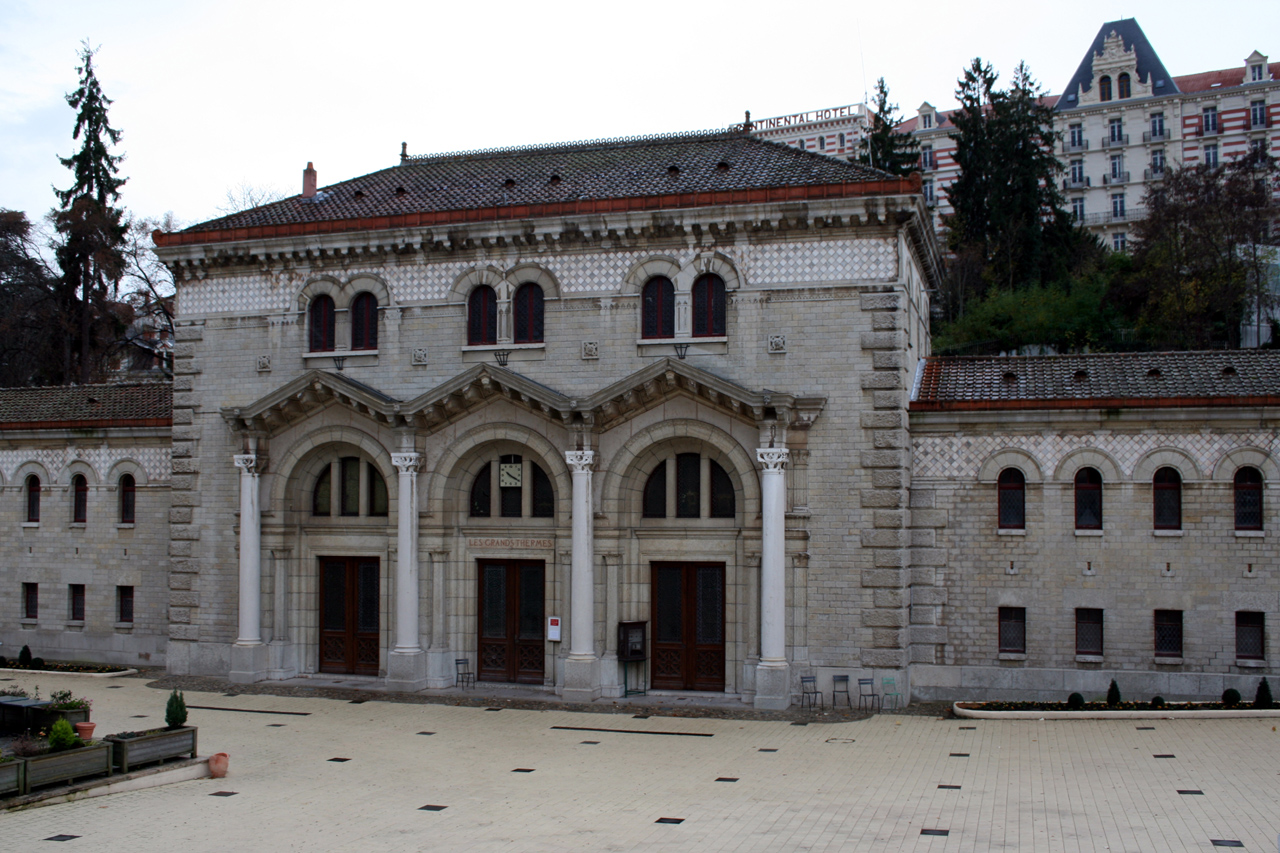
Grands Thermes
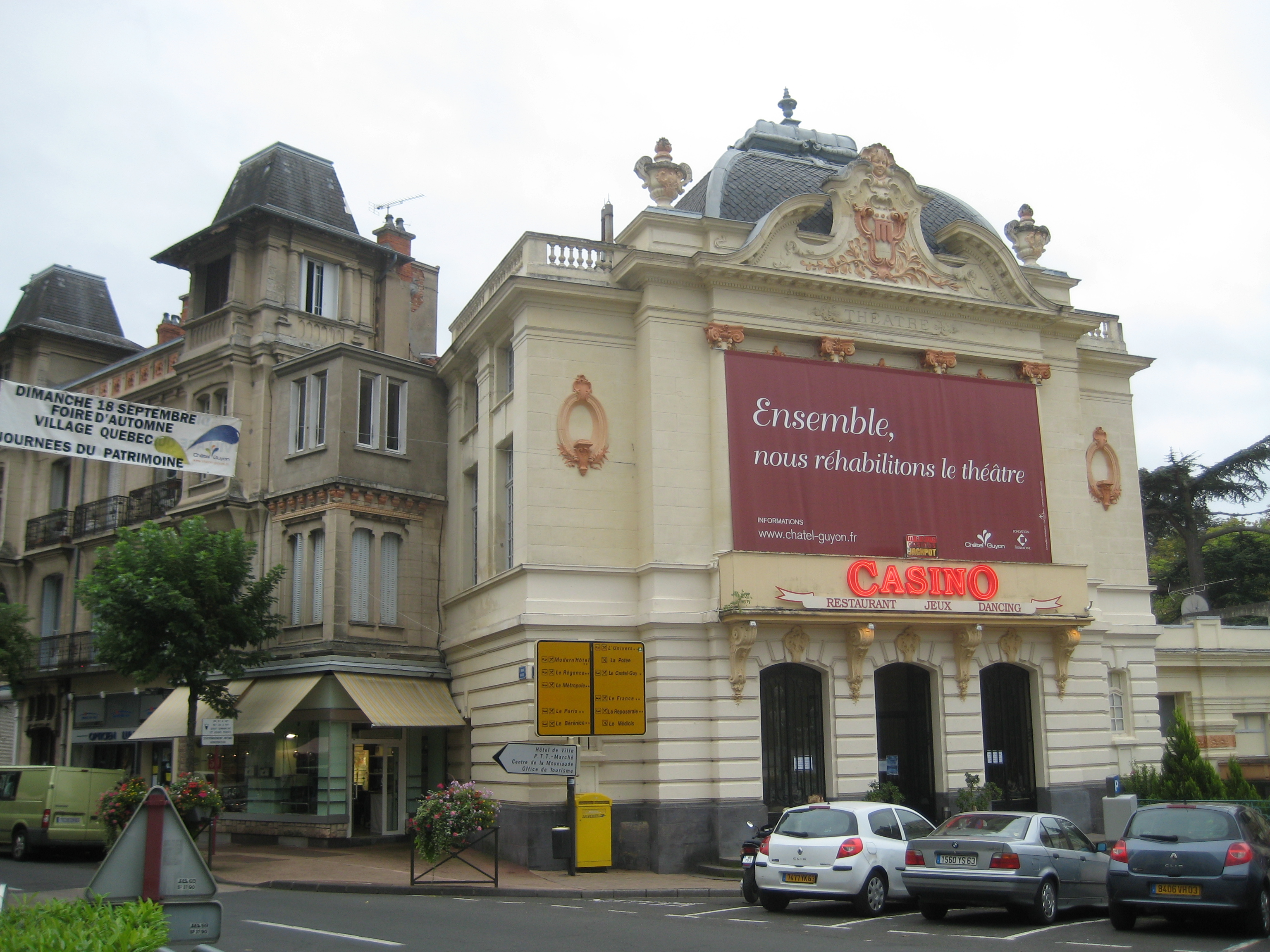
Casino
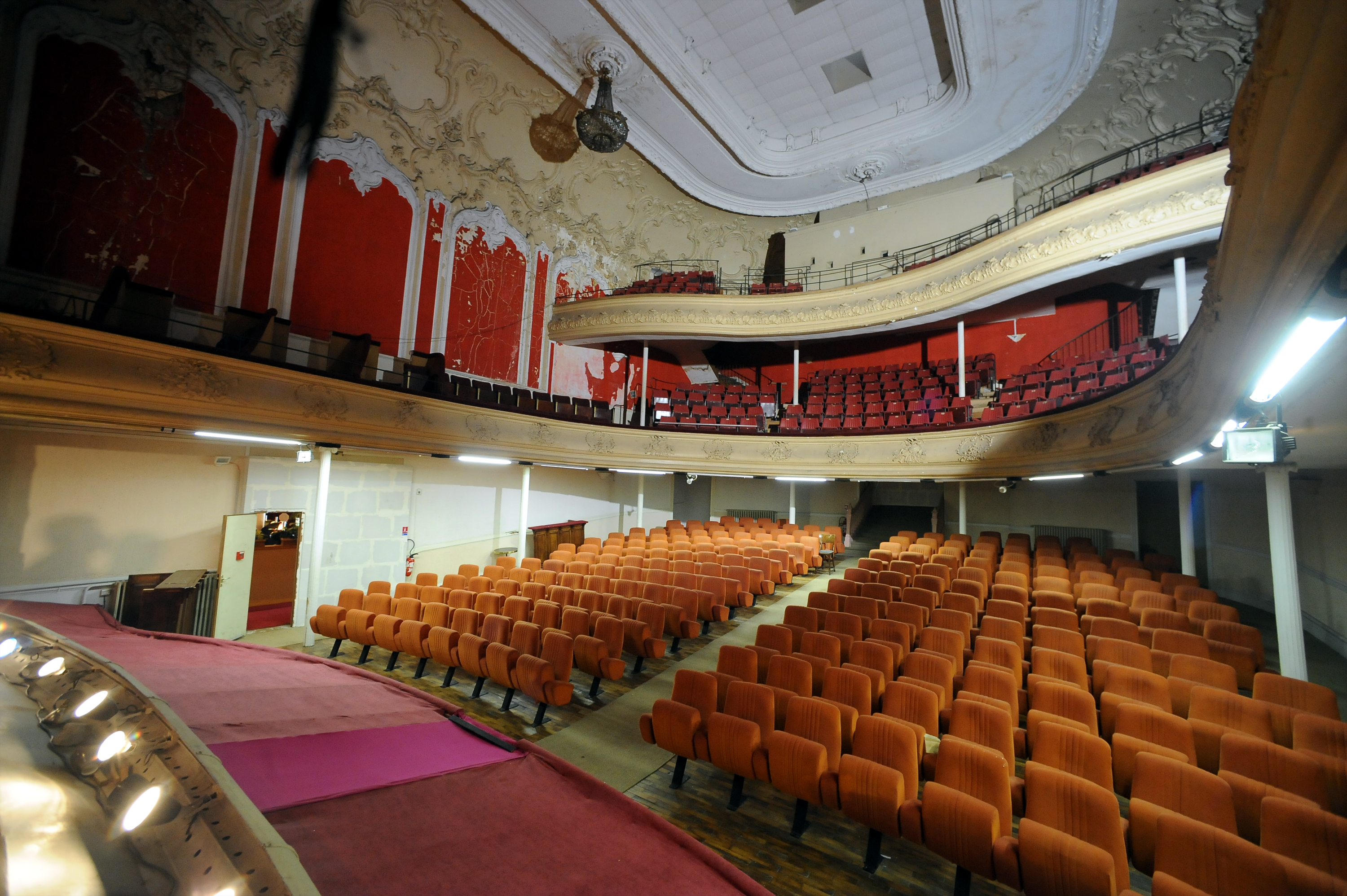
Theater
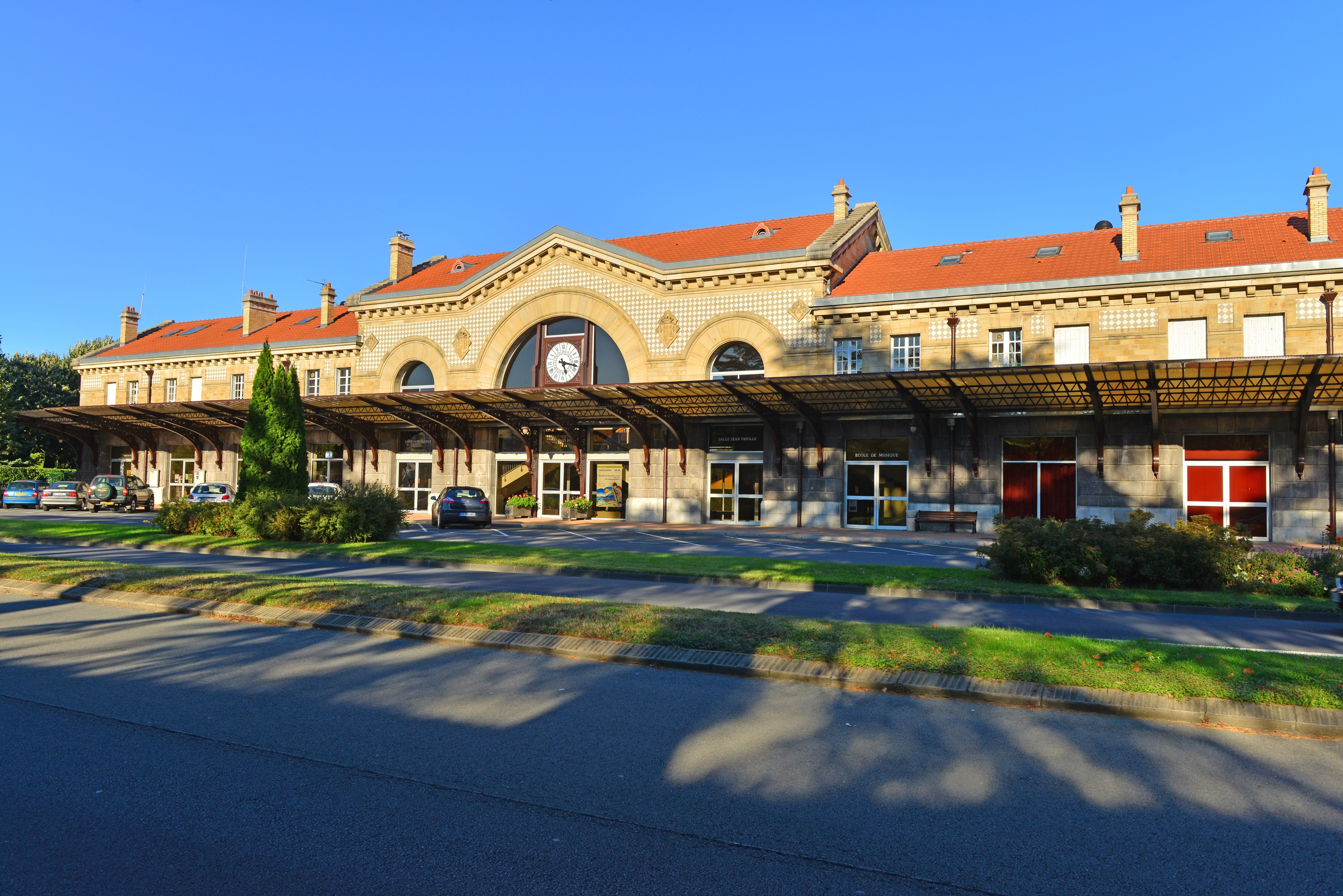
Centre Culturel de La Mouniaude in het voormalig treinstation
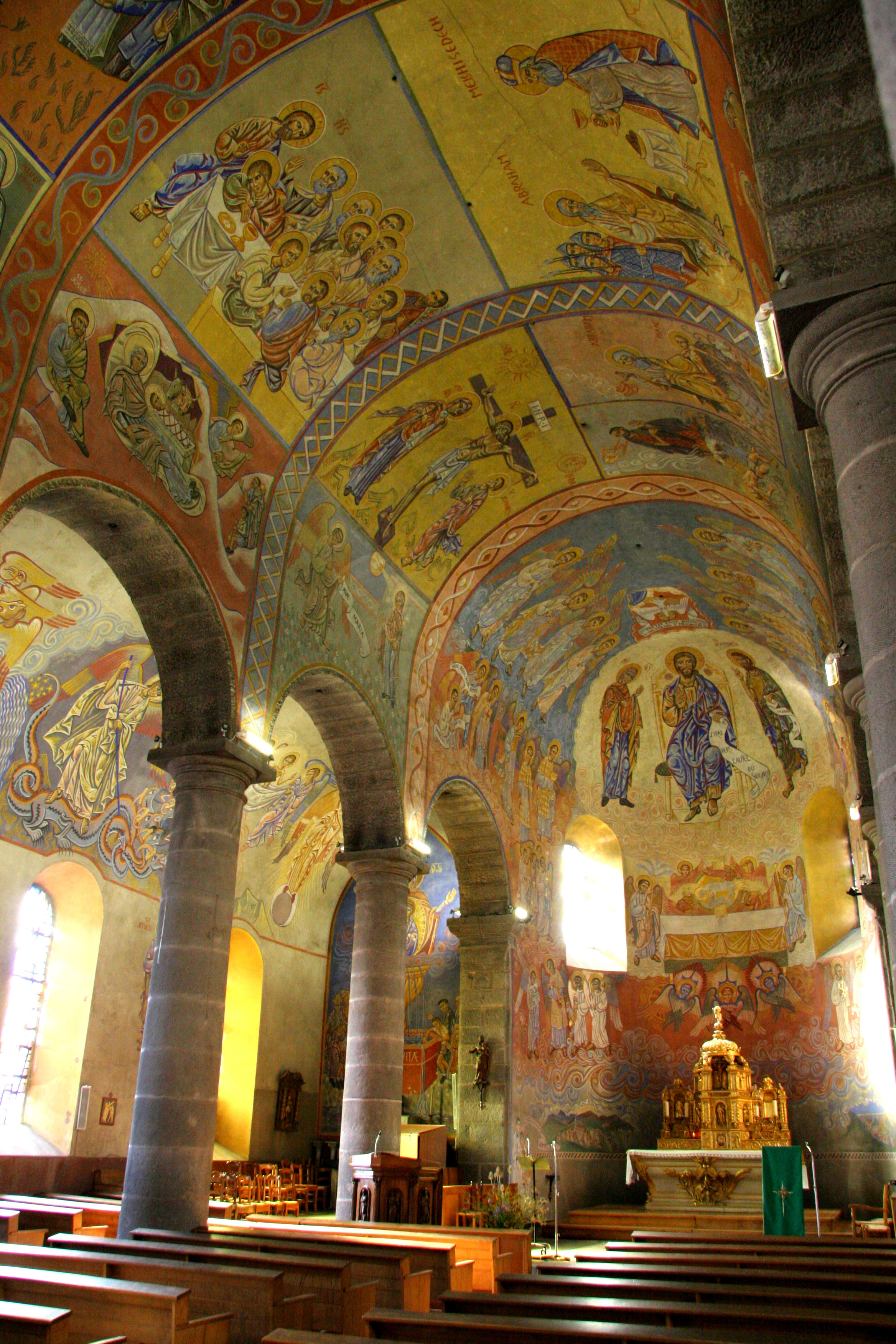
Sainte-Annekerk (1845) met fresco's van Nicolaï Greschny (1956)